# Temple de Juno Moneta
El temple de Juno Moneta fou un temple de l'antiga Roma dedicada a Juno, construït al cim nord del capitoli, on primerament hi hagué la ciutadella, l'any 344 aC.
Juno era la reina del cel i deessa de la llum. Protectora del nuviatge, l'embaràs, el part i el matrimoni. Juno Regina forma part de la tríada capitolina juntament amb Júpiter i Minerva. Era filla de Saturn, germana i esposa de Júpiter. Li agradava jugar amb els llamps i les tempestes, i era tan temible la seva còlera que feia tremolar tot l'Olimp. Per a grecs i romans personificava la dignitat.
Amb l'atribut de Moneta (la que amenaça o adverteix), la deessa era aquella qui amenaçava o advertia amb greus conseqüències contra tot aquell que ataqués la ciutat de Roma.
Aquest temple actualment està totalment desaparegut. A la cima on hi havia el temple originari s'aixecà durant l'edat mitjana la basílica de Santa Maria a Aracoeli.

## Numismàtica
En aquest temple s’establí la primera seca romana. No queda clar si el terme moneda (“moneta” en llatí) va donar nom al temple o si la denominació de la moneda diner es va adoptar a partir del nom del temple.
| «                           | Arce quoque in summa Junoni templa Monetæ, Ex voto memorant facta, Camille, tuo. Ante domus Manli fuerant, qui Gallica quondam, A Capitolino reppulit arma Jove. | » |
| — Ovidii Fastorum Libri VI. | |   |